# Мечеть ар-Ріфаї
Мече́ть ар-Ріфа́ї (араб. مسجد الرفاعي) — мечеть, розташована у Каїрі (Єгипет). Будівля мечеть розміщується біля Каїрської цитаделі навпроти мечеті султана Хасана, збудованої 1361 року. Мечеть була зведена поряд із двома великими майданами, від яких відходили бульвари у європейському стилі.

## Будівництво

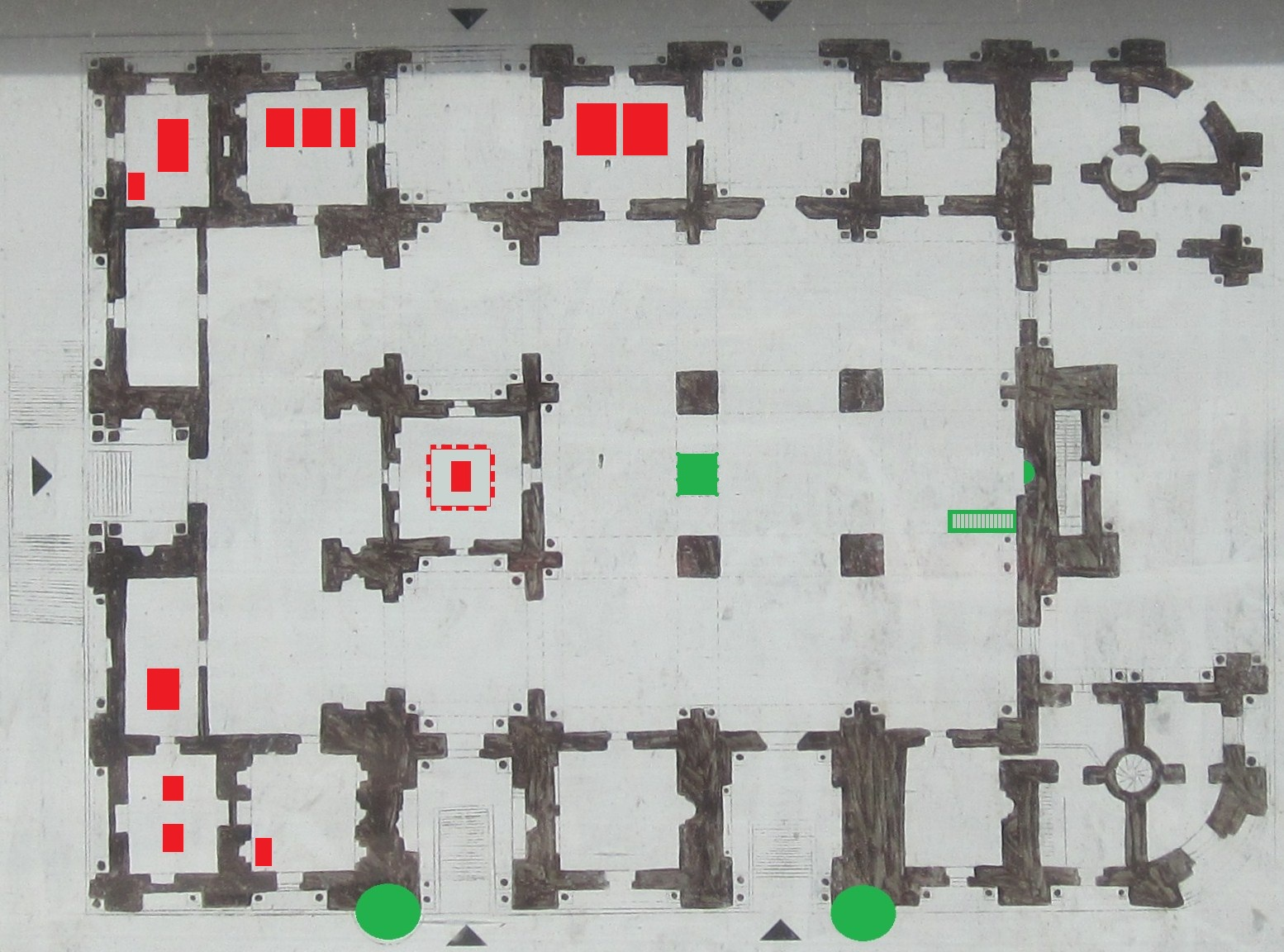
План мечеті із зазначенням місць поховань

Мечеть ар-Ріфаї зводилась у два етапи у 1869–1912 роках. Замовником будівництва була Хушіяр-ханим, мати хедива Ізмаїла Паші, яка бажала розширити й замінити завію, збудовану у середньовіччі над могилою Ахмада ар-Ріфаї, ісламського богослова, який жив у 1118–1183. Завія була місцем паломництва для місцевих жителів, які вірили в те, що гробниця мала містичні цілющі властивості. Хушіяр-ханим передбачила подвійне призначення для нової мечеті: як обитель суфійських святинь і мавзолей для єгипетської королівської родини.
Первинно архітектором проекту став Хусейн Фахмі Паша аль-Мімар, далекий родич королівської династії, заснованої Мухаммедом Алі 1803 року. Однак, аль-Мімар помер під час першої фази будівництва, тому роботи з будівництва комплексу було зупинено після того як хедив Ізмаїл Паша зрікся престолу 1880 року, а 1885 померла Хушіяр-ханим.
Будівництво відновилось 1905 року за наказом нового хедива Аббаса II Хільмі, але вже під керівництвом угорського архітектора і голови Комітету зі збереження арабських пам'яток у Каїрі Макса Герца.

## Поховання
У центрі мечеті розташований мавзолей з могилою Ахмада ар-Ріфаї. Окрім того, там поховані суфійські святі Алі Абі-Шуббак та Ях'я аль-Ансарі; члени королівської родини Єгипту: Хушіяр-ханим, її син Ізмаїл Паша, його син Ахмед Фуад I, його син — король Фарук I, дочка останнього Феріал; члени королівської родини Ірану: Реза-шах та його син Мохаммед Реза Пахлаві.

## Галерея
|                               |                          |                           |                                         |
| Надгробок могили Ізмаїла-паші | Надгробок могили Фуада I | Надгробок могили Фарука I | Надгробок могили Мохаммеда Рези Пахлаві |